# Jugador Mundial de la FIFA 2003

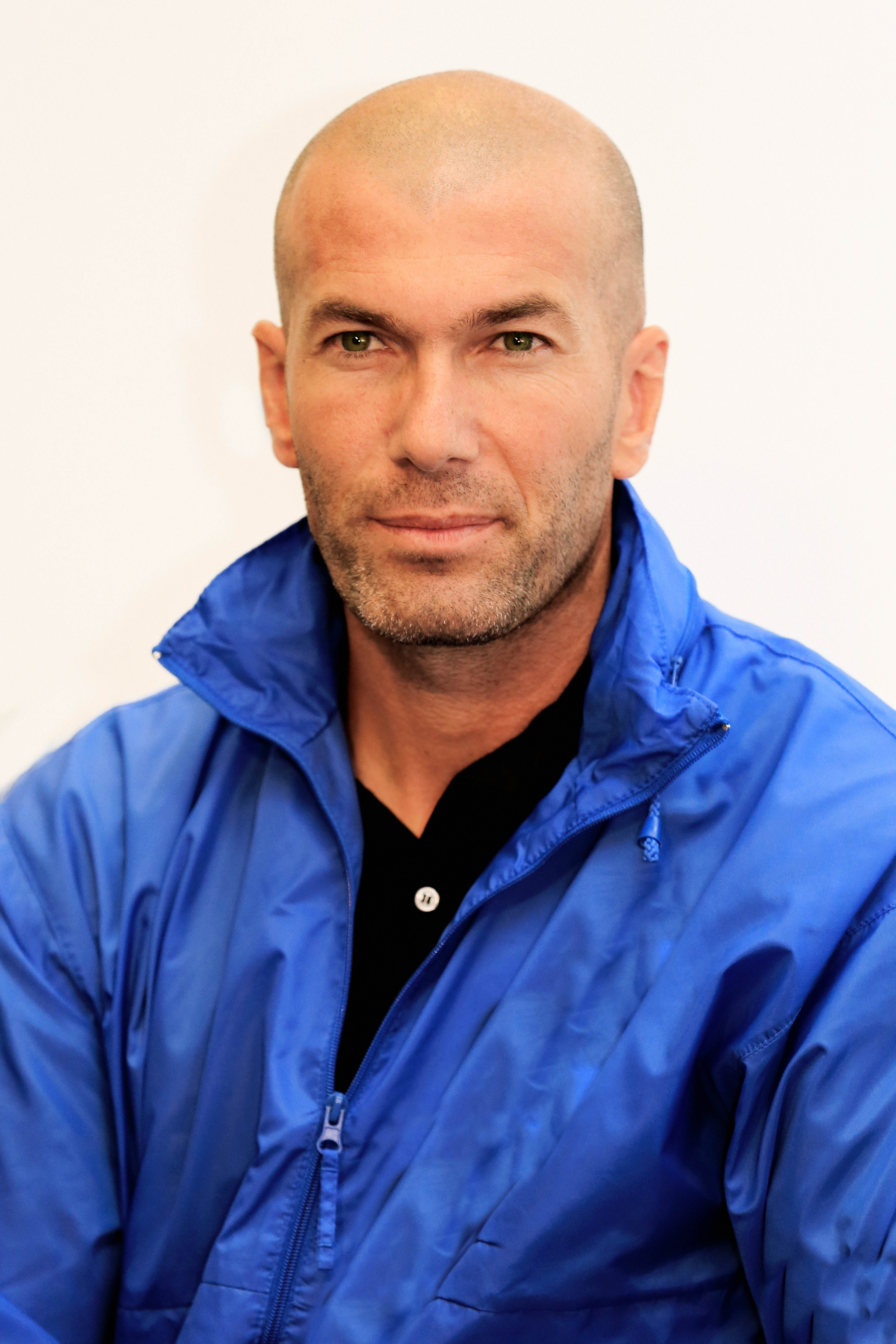
Jugador

La decimotercera entrega de este premio tuvo como ganador al francés Zinedine Zidane (Real Madrid), quedando el francés Thierry Henry (Arsenal) en segundo lugar y el brasileño Ronaldo (Real Madrid) en tercer lugar.

## Posiciones finales
| Puesto | Jugador                | Equipo                                           | Puntos |
| ------ | ---------------------- | ------------------------------------------------ | ------ |
| 1º     | Zinedine Zidane        | Real Madrid                                      | 264    |
| 2º     | Thierry Henry          | Arsenal                                          | 186    |
| 3º     | Ronaldo                | Real Madrid                                      | 176    |
| 4º     | Pavel Nedvěd           | Juventus                                         | 158    |
| 5º     | Roberto Carlos         | Real Madrid                                      | 105    |
| 6º     | Ruud van Nistelrooy    | Manchester United                                | 86     |
| 7º     | David Beckham          | Manchester United / Real Madrid                  | 74     |
| 8º     | Raúl                   | Real Madrid                                      | 39     |
| 9º     | Paolo Maldini          | AC Milan                                         | 37     |
| 10º    | Andriy Shevchenko      | AC Milan                                         | 26     |
| 11º    | Luís Figo              | Real Madrid                                      | 17     |
| 12º    | Michael Ballack        | Bayern Munich                                    | 15     |
| 13º    | Oliver Kahn            | Bayern Munich                                    | 13     |
| 14º    | Pablo Aimar            | Valencia                                         | 9      |
| 15º    | Gianluigi Buffon       | Juventus                                         | 8      |
| 16º    | Filippo Inzaghi        | AC Milan                                         | 6      |
|        | Michael Owen           | Liverpool                                        | 6      |
| 18º    | Fernando Morientes     | Real Madrid / Monaco                             | 5      |
|        | Alessandro Nesta       | AC Milan                                         | 5      |
| 20º    | Cafú                   | AS Roma / Inter de Milán                         | 3      |
|        | Fabio Cannavaro        | Inter de Milán                                   | 3      |
|        | Paul Freier            | Bochum                                           | 3      |
|        | Henrik Larsson         | Celtic Glasgow                                   | '3     |
|        | Robert Pirès           | Arsenal                                          | 3      |
|        | Dado Pršo              | Monaco                                           | 3      |
|        | Rivaldo                | AC Milan / Cruzeiro                              | 3      |
|        | Ronaldinho             | Paris Saint-Germain Football Club / FC Barcelona | 3      |
| 28º    | Samuel Eto´o           | Mallorca                                         | 2      |
|        | Paul Scholes           | Manchester United                                | 2      |
| 30.º   | Alex                   | Cruzeiro                                         | 1      |
|        | Iker Casillas          | Real Madrid                                      | 1      |
|        | Alessandro Del Piero   | Juventus                                         | 1      |
|        | / Marcel Desailly      | Chelsea                                          | 1      |
|        | Dida                   | AC Milan                                         | 1      |
|        | Brad Friedel           | Blackburn Rovers                                 | 1      |
|        | Gennaro Gattuso        | AC Milan                                         | 1      |
|        | Ahmed Hassan           | Gençlerbirliği / Fenerbahçe                      | 1      |
|        | Roy Makaay             | Deportivo La Coruña / Bayern Munich              | 1      |
|        | / Claude Makélélé      | Real Madrid / Chelsea                            | 1      |
|        | Rafael Márquez Álvarez | Monaco / FC Barcelona                            | 1      |
|        | Esala Masi             | Newcastle United Jets                            | 1      |
|        | Javier Saviola         | FC Barcelona                                     | 1      |
|        | Ryan Nelsen            | D.C. United                                      | 1      |
|        | Rafael van der Vaart   | Ajax                                             | 1      |